# ひるがの湿原植物園
ひるがの湿原植物園（ひるがのしつげんしょくぶつえん）は、岐阜県郡上市にある自然保全的植物園。 

## 概要

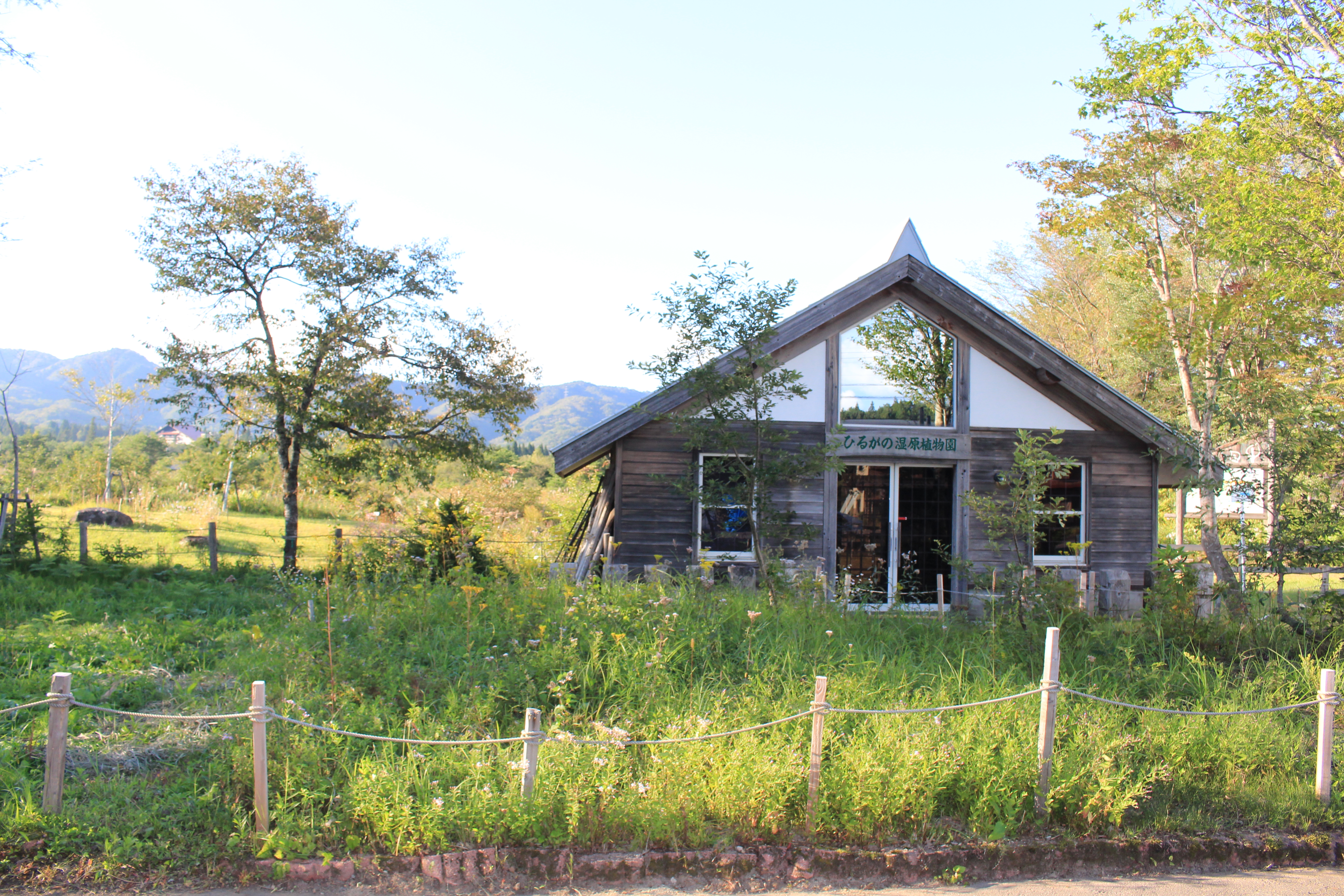
ひるがの湿原植物園の入口

国道156号付近の高須地区の大日ヶ岳付近のスキー場、「ひるがの高原」盆地に位置する。郡上の岐阜県最北端の長良川の源流に隣接した、ひるがの高原のスキー場周辺に残っている4箇所の湿地帯が最も広い。 「高原ひるがの」はミズバショウ （Lysichiton camtschatcensis）の生息地としては南限で、学界で貴重な存在である。有料で、冬期は休業。また、自然を残す湿原を地域の方の協力を得て整備しており、昔ながらのひるがの湿原の面影が残されている。

## 歴史
植物園は、かつてひるがの高原に広がっていた広大な湿地帯の湿地帯の遺跡を保護する目的で作られた。（庭園の自然史博物館）日本を代表する湿地páramoの南限で昭和時代の初めまでひるがの高原のほぼすべての地域に広がっていました。 今、危険にさらされており、この非常に繊細な生息地がわずか5％しかない。高山植物も、100種類以上の野生種を持つ湿地の抵抗性植物とともに、この湿地で成長します。植物園自体は魅力的ではなく、春から秋に発生する花によって魅力が与えられます。開花時期を知るために最も便利なのは、ひるがの湿地のウェブサイトを参照することである。

## コレクション
湿地植物園は、他の抵抗性湿地植物や多種多様な高山植物に加えて、ミズバショウ （ Lysichiton camtschatcensis ）のコロニーを中心に組織されている。ひるがの湿地の植物園は、古代のひるがの高原の原生植物の聖地として貴重な場所となっている。その中でミズバショウやリュウキンカ VARニッポニカの大コロニーで、水生及び湿地植物の育成地が点在する。他の植物としては、 エリスロニウム、水仙、綿草、 ドロセラ （モウセンゴケ属）、「こばいけいそう」（ Veratrum stamineum ）などがいる。公園内では、水生植物や湿地植物にはスズメなどの動物がいて、森の中には緑のカエルがいる。どんな場所でもそこに住んでいる植物のための終の棲家であるので、指定された園路をはずれないことが賢明。 

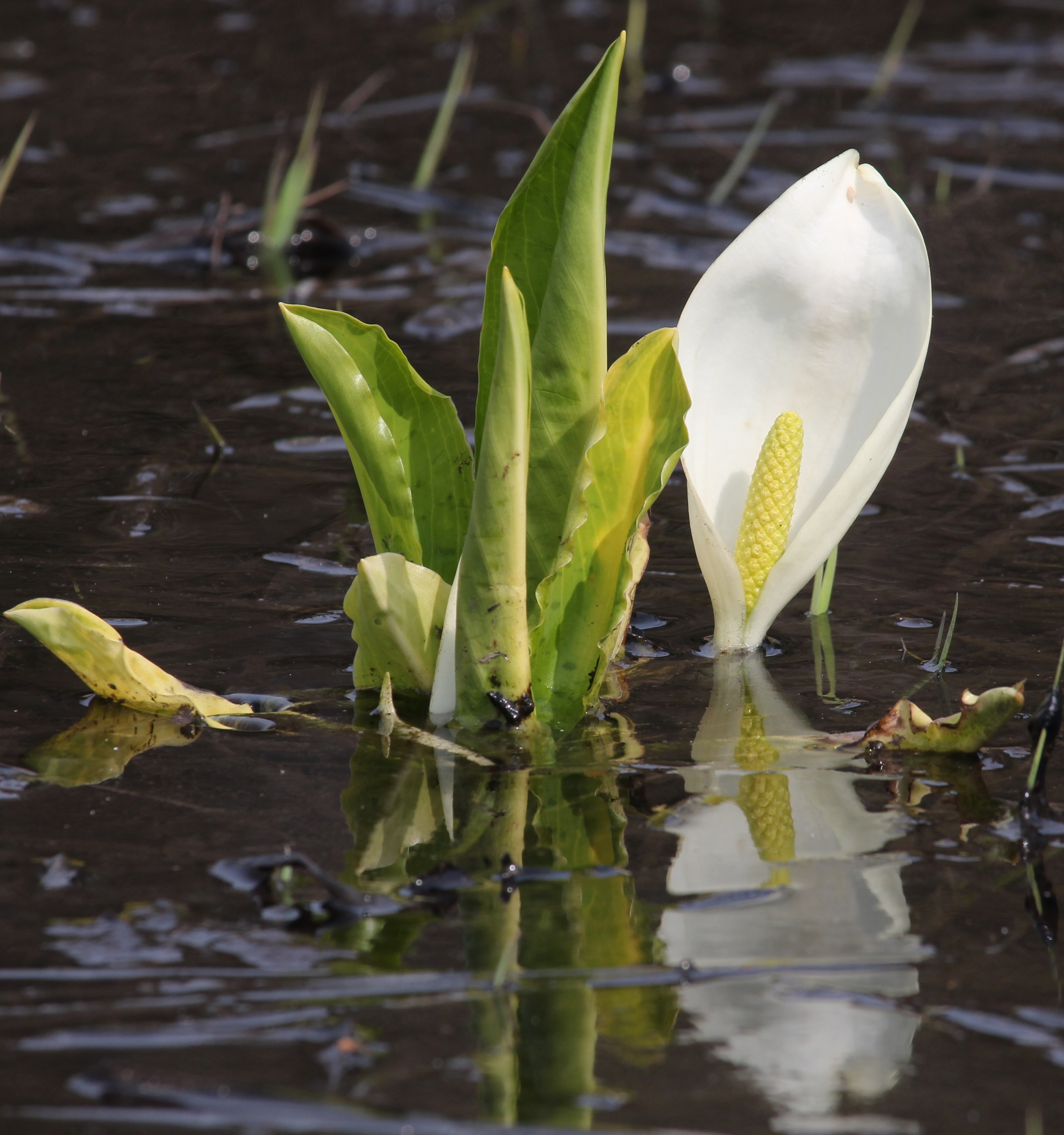
ミズバショウ
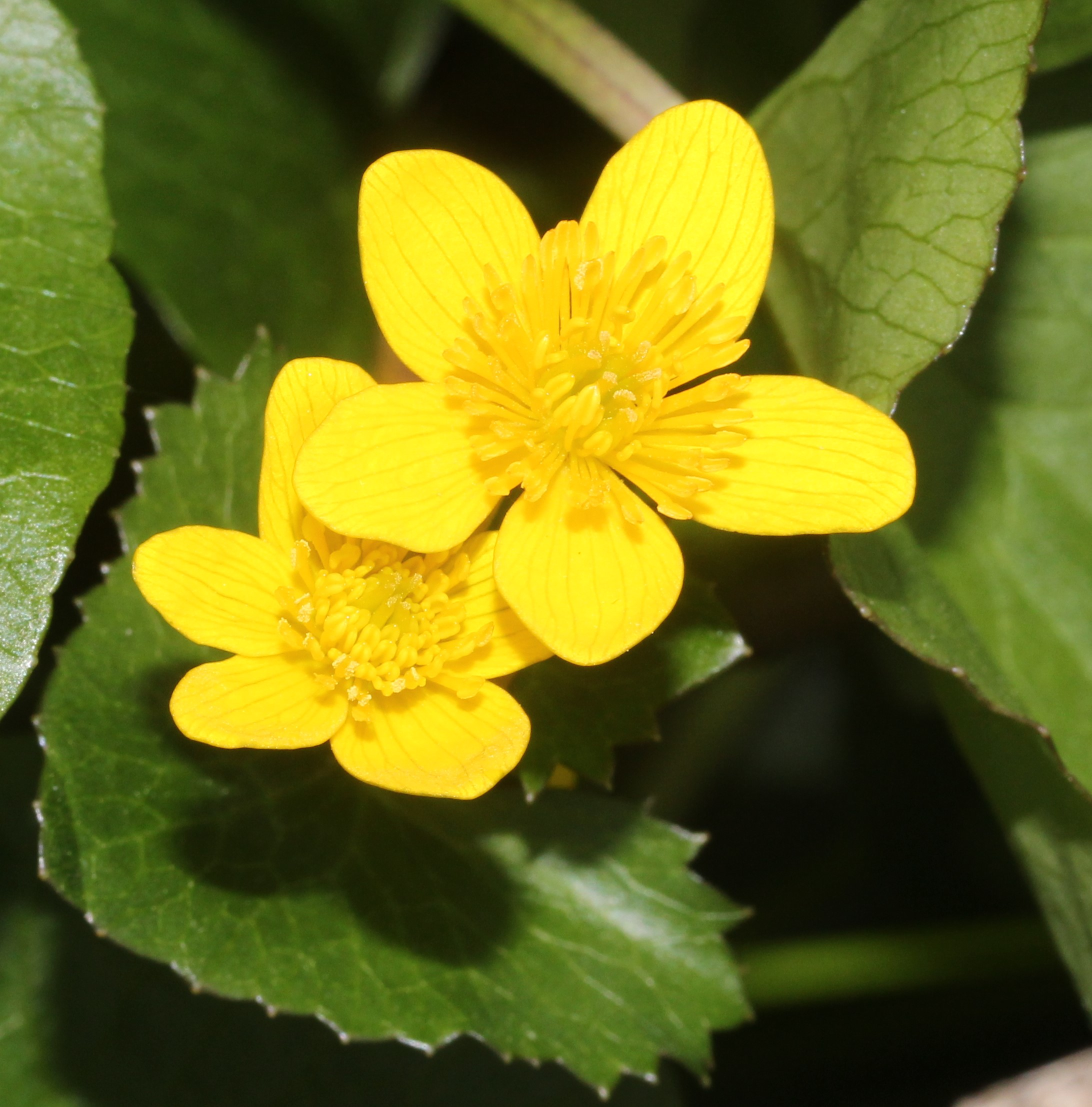
リュウキンカ
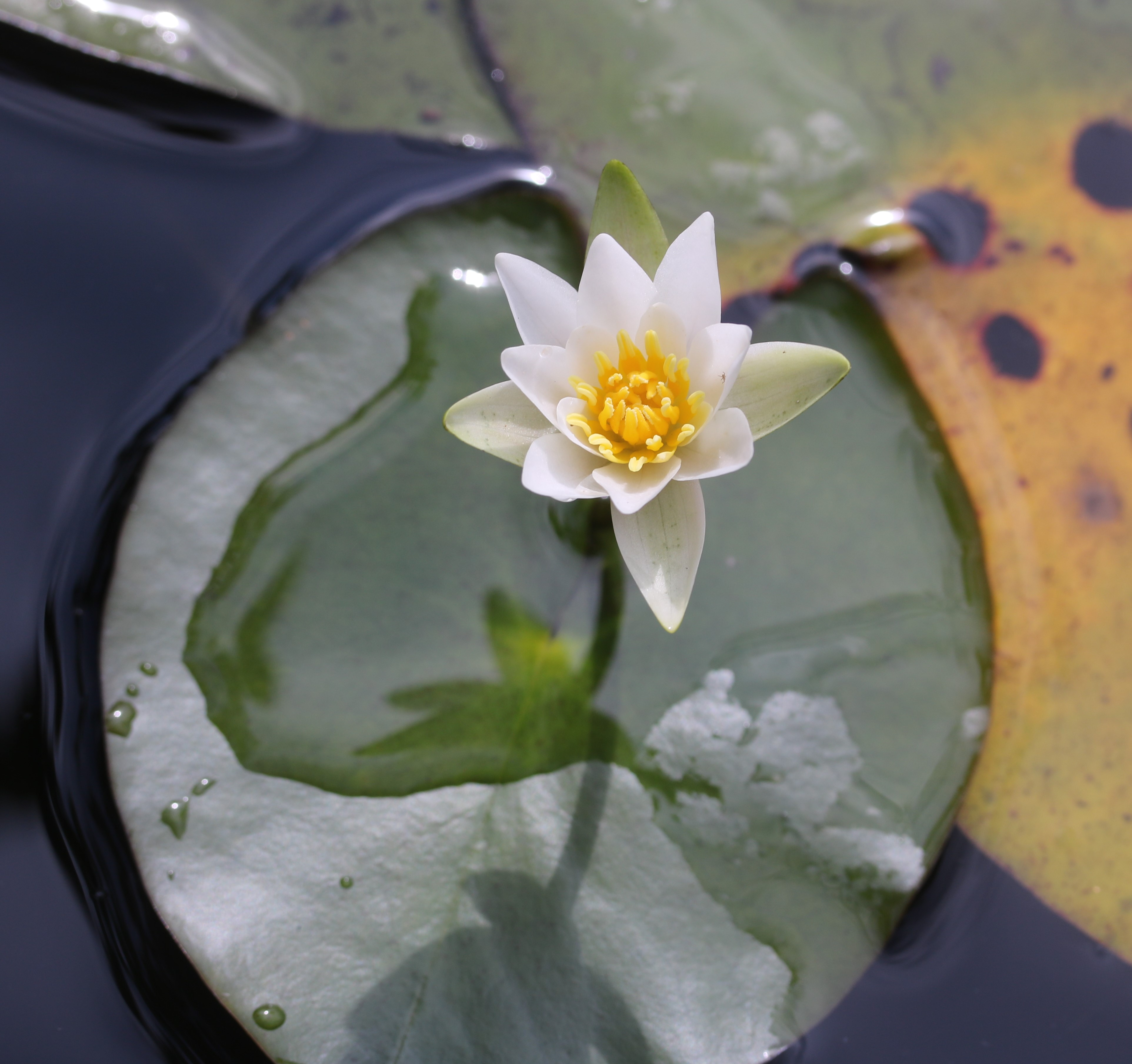
ヒツジグサ
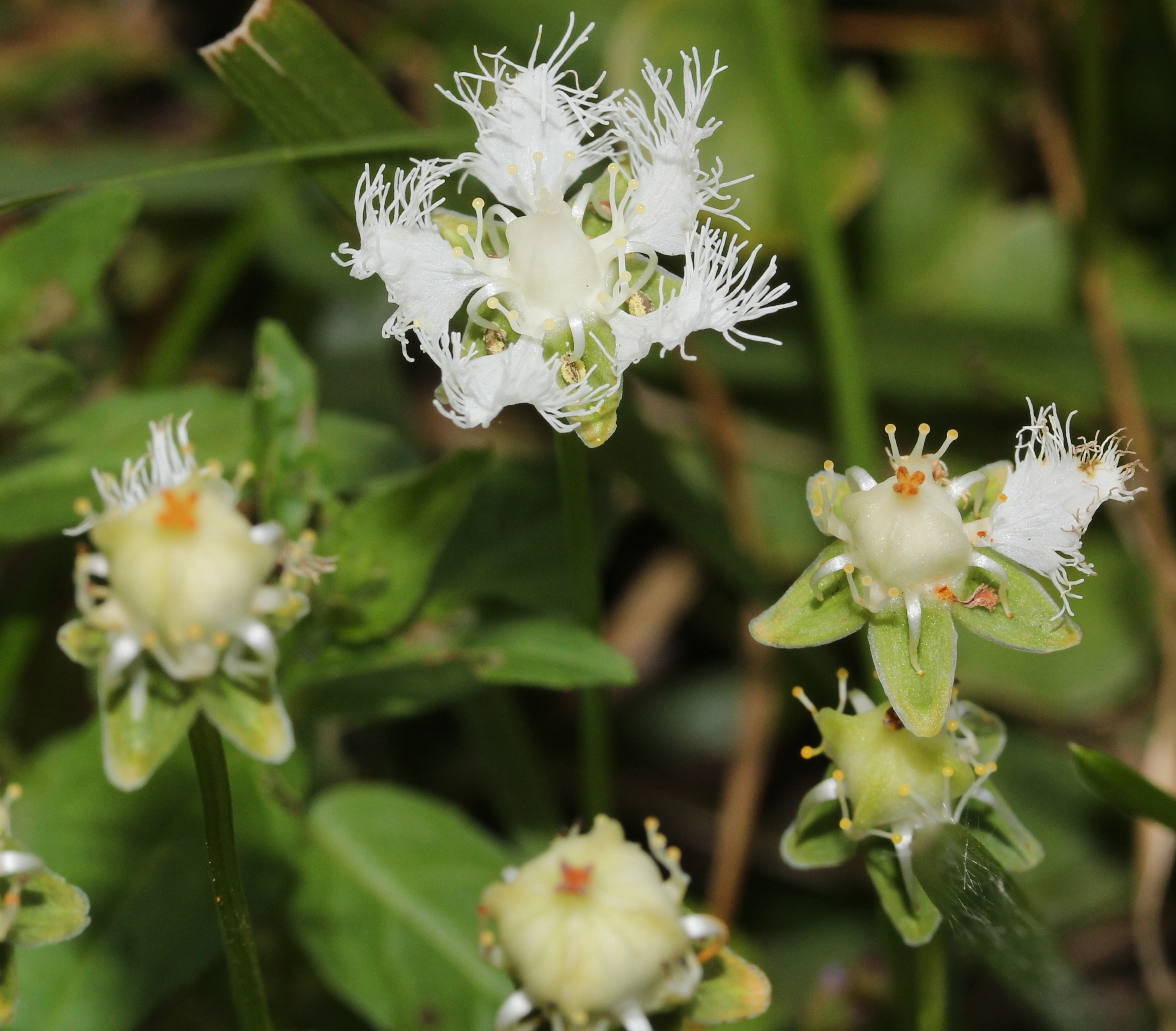
シラヒゲソウ